# 박세원 (성악가)

박세원(朴世元, 1949년~2024년 10월 16일)는 대한민국의 성악가(테너), 대학교수이다.

## 학력
- 1966년 서울예술고등학교 졸업
- 1972년 서울대학교 음악대학 성악과 졸업
- 1979년 이탈리아 산타 세실리아 국립음악원 졸업

## 경력
- 1982년 밀라노 '콤파냐 디 오페라 이탈리아나' 단원
- 1991년~2013년 서울대학교 음악대학 성악과 교수
- 1992년 서울대학교 음악대학 성악과 전임강사
- 1996년 방송음악개선추진위원회 회원
- 1996년~2013년 서울대학교 음악대학 오페라 연구소 소장
- 서울대학교 음악대학 성악과 조교수
- 서울대학교 음악대학 성악과 부교수
- 서울대학교 음악대학 성악과 교수
- 2006년~2012년 서울시 오페라단 단장

## 상훈
- 1990년 11월 30일 대한민국 방송대상
- 1990년 대한민국 음악협회 음악가상
- 1995년 12월 9일 옥관문화훈장 (세계를 빛낸 한국인)
- 2004년 10월 24일 울림예술대상
- 2011년 1월 14일 한국음악평론가협회 대상
- 2012년 10월 15일 서울대학교 총장 표창장
- 2013년 2월 24일 교육과학기술부 장관상

## 가족 관계
- 배우자: 권경순
  - 딸: 박소은